# Estadio de l'Amitié
El Stade de l'Amitié (Estadio de la Amistad) es un estadio de usos múltiples ubicado en la ciudad de Cotonú, en el país africano de  Benín, fue inaugurado en 1983 y posee una capacidad para 35 000 personas. En diciembre de 2015 el estadio fue rebautizado como Stade de l'Amitié Mathieu Kérékou, en honor al ex-Presidente de la República el general Mathieu Kérékou, fallecido en octubre de ese año.
Actualmente es utilizado por la Selección de fútbol de Benín y por el club ASPAC FC de la Premier League de Benín.
El 10 de julio de 2021 albergó la final de la Copa Confederación de la CAF, en la que se enfrentaron el Raja Casablanca de Marruecos versus el JS Kabylie de Argelia, en donde triunfo el primero por 2–1.